# カトリーン・ヤコブスドッティル
カトリーン・ヤコブスドッティル（アイスランド語: Katrín Jakobsdóttir、発音: [ˈkʰaːtʰrin ˈjaːkʰɔpstouhtɪr]、1976年2月1日 - ）は、アイスランドの政治家。アイスランド首相、左翼環境運動党首を歴任。2009年に発足したヨハンナ・シグルザルドッティル率いる左派連立政権では、教育・科学・文化大臣として入閣。

## 経歴

### 政界入りまで
1976年2月1日、レイキャヴィーク市にて誕生。銀行員、教員の父親と、教員の母親の間に生まれた。1992年にランホルツスコリ初等学校、1996年にメンタスコーリンヴィスサンド中等学校、1999年にアイスランド大学をそれぞれ卒業。アイスランド大学での主専攻はアイスランド語、副専攻はフランス語だった。2004年には同大学でアイスランド文学の修士号を取得した。
1999年から2003年まで、アイスランド国立放送局に勤務した。2004年から2006年まではフリーランスとして放送局や新聞社の仕事を請け負った。2006年から2007年までは、アイスランド大学、レイキャヴィーク大学、レイキャヴィーク高等学校で講師として勤務した。

### 政界入り
2002年レイキャヴィーク市議会議員選挙にRリストから立候補。
2007年にアルシング議員に初当選。2009年から2013年まで、教育・科学・文化大臣を務めた。
2003年から2013年までは左翼環境運動の副党首を、2013年からは党首を務めている。
2016年10月の総選挙で左翼環境運動は海賊党と並ぶ10議席を獲得し第二党へと躍進したが政権入りは果たせなかった。

### アイスランド首相
2017年9月の世論調査では次期首相として期待される政治家として約半数の支持を集め、2017年10月の総選挙で左翼環境運動は11議席を獲得し単独の第2党となり、11月2日にグズニ大統領より組閣を命じられた。1カ月に及ぶ連立協議を経て左翼環境運動、第1党独立党、第3党進歩党による大連立政権が結成され、11月30日に首相に就任した。2021年9月25日の総選挙では議席を減らして8議席にとどまり第3党となったが、進歩党が議席を増やしたため連立与党全体としても議席数が増え過半数を維持し、11月28日に第2次政権が発足した。2024年4月5日、6月1日執行予定の大統領選挙に立候補するため首相を辞任すると表明。
- 2009年
- グリーランドのキム・キールセンらと（2012年10月31日）
- フィンランドのアンティ・リンネ首相と（2019年10月10日）
- スコットランド首相のニコラ・スタージョンと（2019年4月30日）
- フィンランドのサンナ・マリン首相と（2022年4月12日）